# Ekonomiåret 1911

## Bildade företag
- 16 mars - Biltillverkaren AB Scania-Vabis bildas genom sammanslagning av de svenska företagen Maskinfabriksaktiebolaget Scania och Vagnsfabriks-Aktiebolaget.[1]
- Läkemedelsföretaget Pharmacia grundas.[2]

## Födda
- 23 januari - Sven Rydenfelt, svensk politiker, nationalekonom och opinionsbildare.
- 13 december - Trygve Haavelmo, norsk nationalekonom, nobelpristagare 1989.